# Marie Wuytiers
Anna Maria Barchman Wuytiers-Blaauw (1865-1944) foi uma pintora holandesa.

## Biografia
Blaauw nasceu a 29 de novembro de 1865 em Amsterdão, na Holanda. Ela estudou pintura de flores com Margaretha Roosenboom. Casou-se com Jhr Barchman Wuytiers em 1890 e foi membro da Arti et Amicitiae e da Kunstenaarsvereniging Sint Lucas.
Wuytiers morreu a 10 de março de 1944 em Hilterfingen, na Suíça.

## Galeria

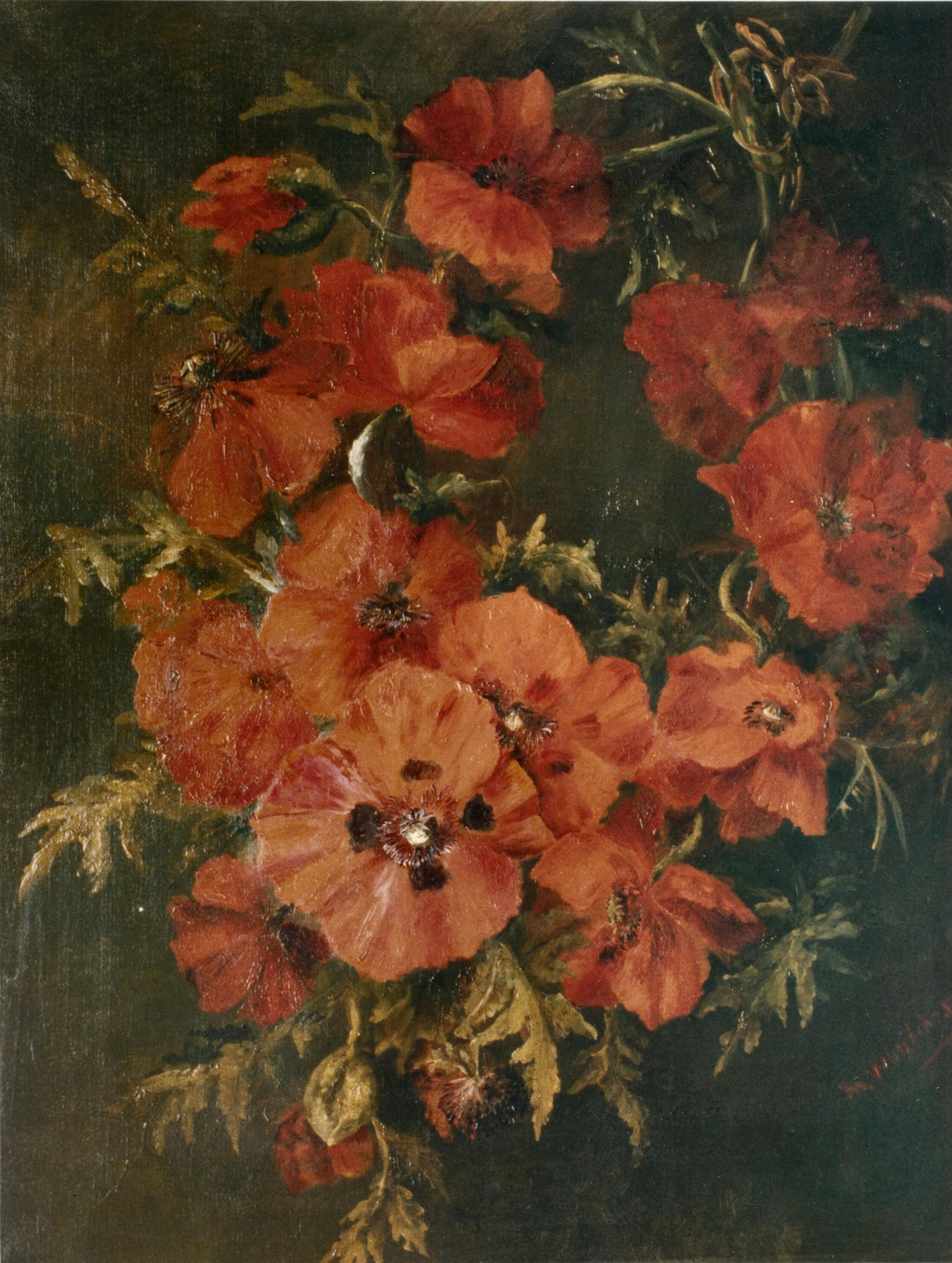
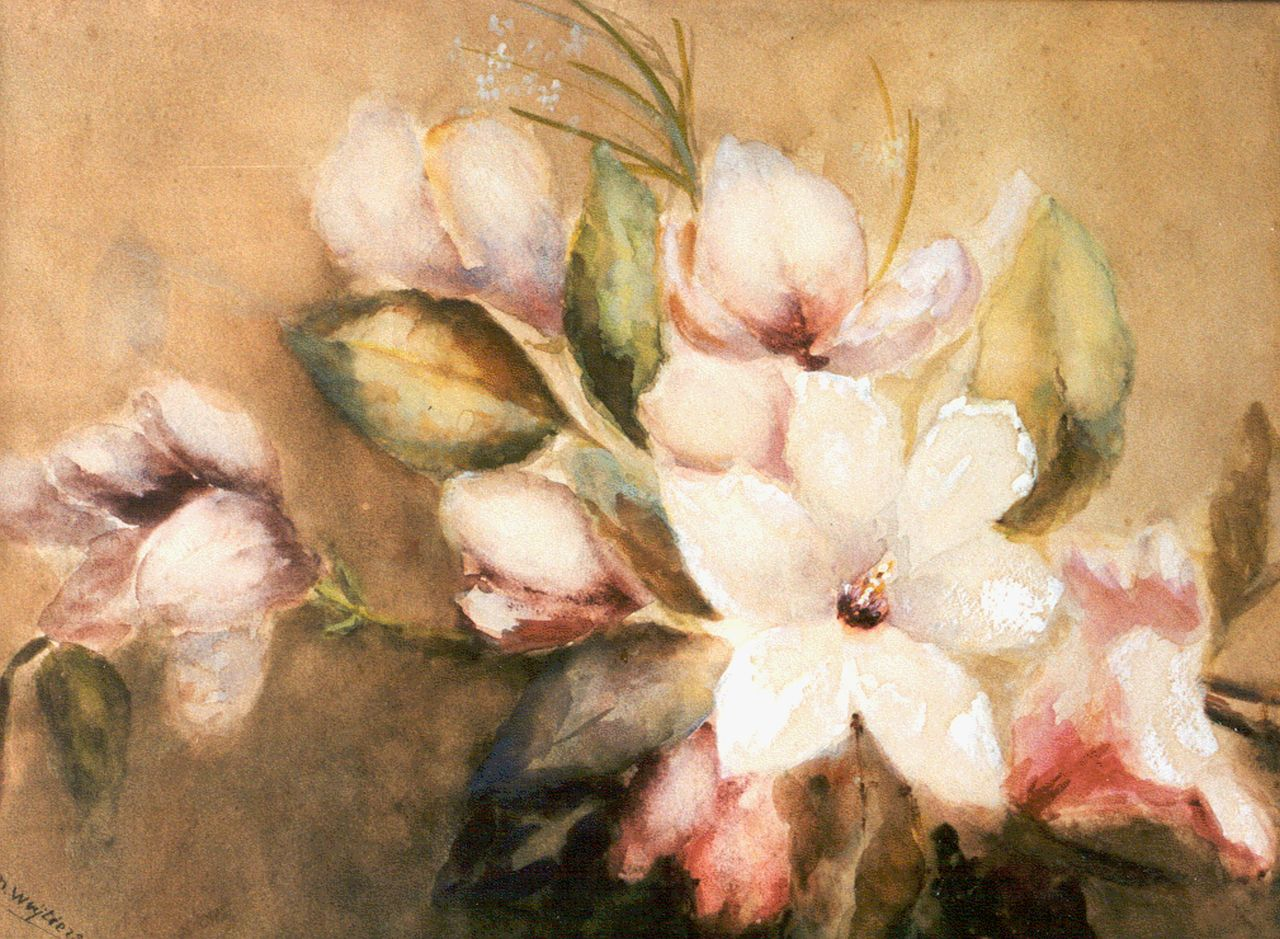